# Orel Mangala
Orel Mangala (ur. 18 marca 1998 w Brukseli) – belgijski piłkarz grający na pozycji pomocnika. Od 2024 roku zawodnik klubu Everton, do którego jest wypożyczony z Olympique Lyon.

## Życiorys
Jest pochodzenia kongijskiego. W czasach juniorskich trenował w RSC Anderlecht i Borussii Dortmund, w której przebywał na wypożyczeniu w latach 2016–2017. W 2017 roku został piłkarzem niemieckiego VfB Stuttgart. W Bundeslidze zadebiutował 19 sierpnia 2017 w przegranym 0:2 meczu z Herthą BSC. 8 sierpnia 2018 został wypożyczony na rok do drugoligowego Hamburger SV.